# Leite em pó

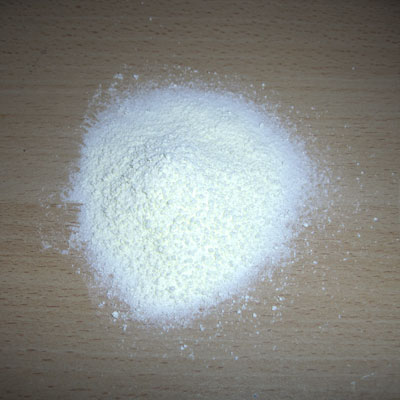
Leite em pó

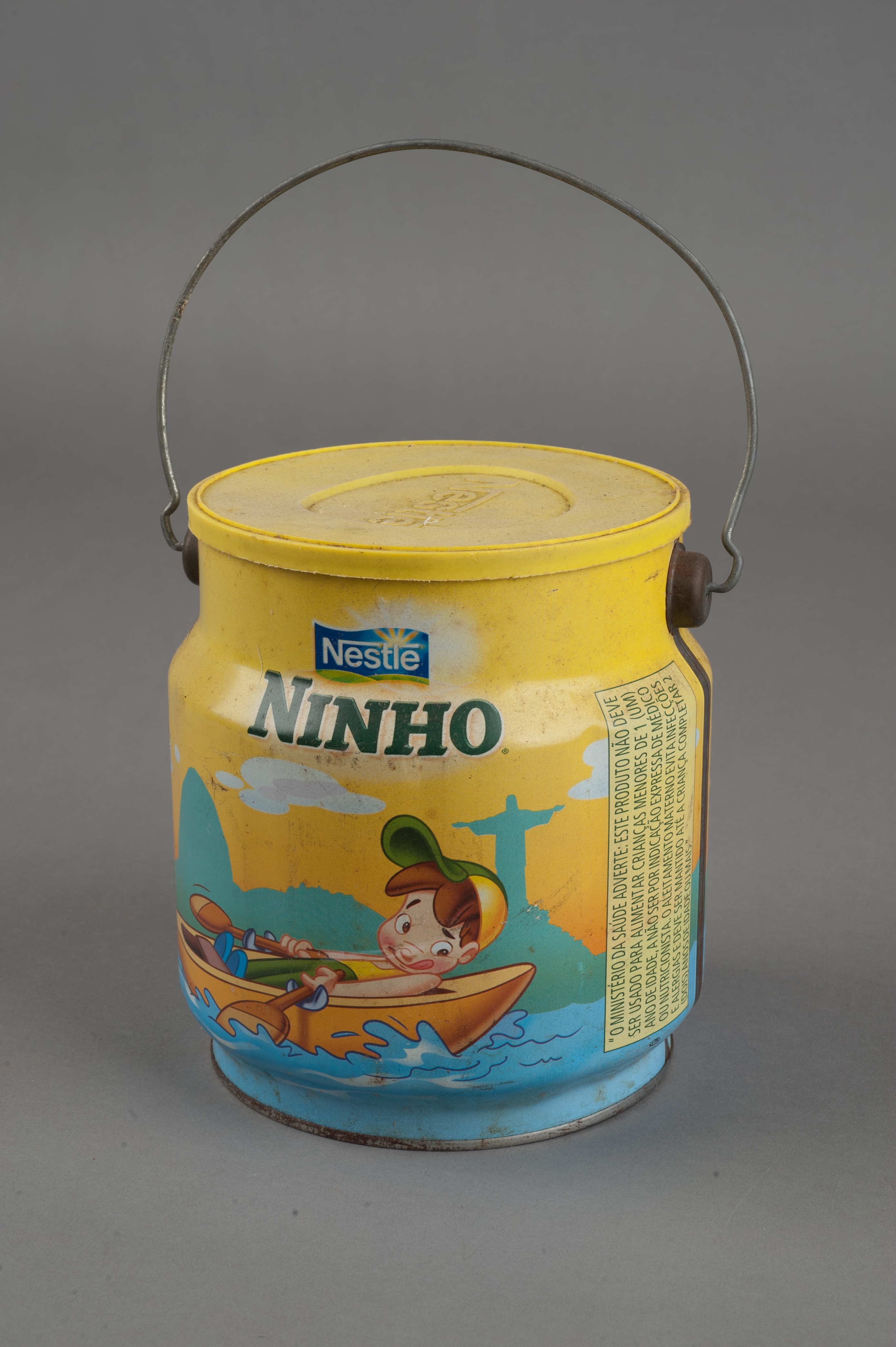
Lata antiga de leite em pó Ninho da Nestlé, disponível no acervo do Museu Paulista

Leite em pó é uma forma moderna de consumo de leite que, desidratado, tem sua longevidade estendida. O leite em pó é feito a partir da desidratação do leite. Para extrair a água, que compõe cerca de 90% da massa do leite, as fábricas fazem-no evaporar num processo lento, que mantém as proteínas do produto.
Primeiro, o leite escorre em paredes metálicas verticais aquecidas a 77 °C, porque o líquido não pode ser fervido. Durante essa etapa evapora-se até 50% da água, e o leite fica pastoso.
O produto concentrado segue então para uma máquina que borrifa minúsculas gotículas do mesmo contra um jato de ar quente a 180 °C. Um rápido contato é o suficiente para fazer com que a restante água do leite evapore, e as gotículas se transformem em grãos de leite seco. Então o leite é separado em diferentes tipos: flocos, granulado e pulverizado.
O leite em pó pode se apresentar com diferentes teores de gordura, dependendo da quantidade presente do leite líquido usado na produção. Disto pode resultar um leite integral ou um leite parcialmente desnatado, ou seja, magro. De qualquer forma a proteína do leite em pó é a mesma que no leite líquido, com valores próximos de 30 - 35% de recomendação diária.
1 kg de leite em pó, misturado com água, permite obter de 6 a 7 litros de leite recombinado.

## História
O leite em pó foi inventado simultaneamente com o leite condensado pelo americano Gail Borden, em 1856, que os patenteou. Com isso, Borden resolveu o grande problema da deterioração do leite, que era transportado em barris de carvalho até os centros de consumo, com altíssima perda.